# Václav Švec (letec)
Václav Švec (16. února 1915 Most –  11. února 1986) byl český palubní radiotelegrafista a střelec 311. československé bombardovací perutě.

## Život

### Před druhou světovou válkou
Václav Švec se narodil 16. února 1915 v Mostě jako třetí syn horníka Václava Švece a Marie, rozené Šindelářové. Vychodil pět ročníků obecné školy, tři ročníky školy měšťanské a dva ročníky odborné pokračovací školy. V roce 1930 se vyučil strojním zámečníkem. Prezenční vojenskou službu odsloužil u dělostřelecké jednotky v Ruzyni, během ní v roce 1935 absolvoval poddůstojnickou školu, kurz pro výkonné rotmistry a kurz dělovodů. V armádní službě zůastal do roku 1939, dosáhl hodnosti četaře.

### Druhá světová válka
Po německé okupaci opustil Václav Švec v polovině ledna 1940 ilegálně Protektorát Čechy a Morava a přes Slovensko, Maďarsko, Jugoslávii, Řecko, Turecko, Sýrii a Bejrút odcestoval do Francie, kde 25. dubna 1940 v Agde vstoupil do zde vznikající Československé armády v zahraničí. Zařazen byl k 1. dělostřeleckému pluku. Bitvy o Francii se nezúčastnil. Po jejím pádu v červnu 1940 se evakuoval do Spojeného království. Zde byl přijat do Royal Air Force a začal sloužit u pozemního personálu. Absolvoval výcvik na zbrojíře a jako takový byl 20. března 1941 přičleněn k 311. československé bombardovací peruti. Dne 30. listopadu 1941 nastoupil k výcviku na palubního radiotelegrafistu a střelce, který absolvoval mj. na Bahamách. Po jeho ukončení byl 15. května 1944 opět zařazen k 311. peruti, se kterou následně létal protiponorkové a protilodní mise nad oceánem. První operační let absolvoval 12. června 1944. Dne 29. října 1944 byl těžce raněn po havárii stroje Consolidated B-24 Liberator GR Mk.V BZ720 PP-G, který byl jedním ze tří letounů určených k útoku na německou ponorku U 1060 uvízlou u norského pobřeží. Letoun startoval ze základny Wick. Krátce po startu stroj z neznámých příčin narazil do vrcholu kopce na skotském pobřeží severně od Helmsdale. Čtyři letci byli zraněni, mezi nimi i Václav Švec, pět příslušníků posádky zahynulo. Další dvě letadla útok úspěšně provedla. Rekonvalescence trvala do konce ledna 1945, poté nastoupil službu u Československého depotu, do operační služby již do konce druhé světové války nezasáhl.

### Po druhé světové válce
Po návratu do Československa 21. srpna 1945 pokračoval Václav Švec v hodnosti štábního rotmistra v armádní službě, naposledy ve Vysokém Mýtě, než z ní byl komunistickou mocí vyhozen. Pracoval jako zámečník, oženil se s Boženou Dusíkovou, dcerou československého legionáře Karla Dusíka, a usadil se v Hostivici. Zde 11. února 1986 náhle zemřel.

## Ocenění

### Vyznamenání
- Československý válečný kříž 1939
- 2x Československá medaile Za chrabrost před nepřítelem
- Československá medaile za zásluhy I. stupně
- Pamětní medaile československé armády v zahraničí
- Hvězda 1939–1945
- Hvězda Atlantiku
- Evropská hvězda leteckých posádek
- Africká hvězda
- Britská medaile Za obranu
- Válečná medaile 1939–1945

### Posmrtná ocenění
- Václav Švec byl v roce 1991 in memoriam povýšen do hodnosti plukovníka
- Václavu Švecovi byl v roce 2006 udělen titul Čestného občana města Hostivice